# Lame d'eau
 (signalé en juillet 2025).
Si vous disposez d'ouvrages ou d'articles de référence ou si vous connaissez des sites web de qualité traitant du thème abordé ici, merci de compléter l'article en donnant les références utiles à sa vérifiabilité et en les liant à la section « Notes et références ».
- Archive Wikiwix
- Bing
- Cairn
- DuckDuckGo
- E. Universalis
- Gallica
- Google
- G. Books
- G. News
- G. Scholar
- Persée
- Qwant
- (zh) Baidu
- (ru) Yandex
- (wd) trouver des œuvres sur Wikidata

Pour les articles homonymes, voir Lame.
La lame d'eau est une mesure d'écoulement des précipitations atmosphériques au sein du bassin versant d'un cours d'eau.

## Définition
La lame d'eau est indépendante de la superficie du bassin et se définit comme étant la hauteur de précipitations qui s'écoule en moyenne par unité de temps (mois ou année) ou « hauteur d'écoulement ». Tout comme la hauteur des précipitations, elle s'exprime en millimètres par unité de temps (mois ou année). On parle dès lors de lame d'eau mensuelle ou annuelle.
Sur le total des précipitations reçues :
- une première partie s'évapore ;
- une deuxième partie s'infiltre dans les sols ;
- et le reste s'écoule, alimentant ainsi le cours d'eau.

Plus le terrain est accidenté, plus la quantité d'écoulement est importante, car l'eau ruisselle plus rapidement et n'a pas le temps de s'évaporer ou de s'infiltrer.
Si l'on multiplie la lame d'eau par la superficie du bassin, on obtient la quantité écoulée en un certain temps (que l'on exprime généralement en mètres cubes), et si l'on divise cette dernière par le nombre de secondes pendant lequel s'est constituée la lame d'eau, on obtient le débit du cours d'eau par seconde.

## Exemple
Le territoire de la France métropolitaine reçoit en moyenne 900 millimètres de précipitations par an. Sur cette hauteur, 600 millimètres s'évaporent ou s'infiltrent définitivement. La lame d'eau est donc égale à (900 mm - 600 mm) = 300 mm en moyenne.
Comme la France métropolitaine a une superficie de 550 000 km2, la quantité totale d'eau écoulée par an se monte à (300 mm × 550 000 km2) = 165 milliards de mètres cubes. Annuellement, c'est-à-dire en 31 536 000 s, le débit de l'ensemble des cours d'eau de France sera de 165 milliards de mètres cubes / 31 536 000 secondes, soit un total de 5 232 m3 en moyenne par seconde.

## Mesure
La quantité d'eau qui tombe sur une région peut être mesurée de différentes façons : réseaux de stations météorologiques, réseaux hydrographiques, radars météorologiques. Dans le cas du radar, une carte des précipitations sur une période donnée, peut être calculée en étalonnant les échos de retour avec les stations de surface, et cette carte est appelée par extension « lame d'eau », dans plusieurs pays francophones européens.